# Акциони потенцијал срца
Акциони потенцијал срца (акроним АП) је комплексан процес кретања јона кроз ћелијску мембрану кога подржава низ ензимских, рецепторских и електричних параметара. Овај процес великих, брзих и реверзибилних промена трансмембранског потенцијала, јавља се у срцу као одговор на довољан ниводеполаризације. Акциони потенцијал је појава која се у свакодневном говору назива нервни импулс, раздражење, надражај. Ћелије у срчаном мишићу способне да генеришу АП називају се ексцитабилне (надражљиве) ћелије. Потенцијали деловања у самом срцу  разликују се због присуства различитих јонских канала у различитим ћелијама.

## Врсте ћелија које учествују у стварању акционог потенцијала
У срчаном мишићу постоје две врсте ћелија које спонтано стварају акциони потенцијал (ауторритмичке ћелије) и радне ћелије (контрактилне ћелије). За разлику од потенцијала у нервним ћелијама чије је време трајања реда величине неколико милисекунди и краће, акциони потенцијал у ћелије срчаног мишића трају дуже (кој је реда величине 100 ms. Узрок тако великих разлика у трајању акционих потенцијала су потенцијал зависни канали који се разликују у срчаним ћелијама мишића у односу на нервне ћелије.

## Разлика између срчаног и нервно-мишићног АП
Потенцијал деловања срца је кратка промена напона (мембранског потенцијала) на ћелијској мембрани срчаних ћелија.  Ово је узроковано кретањем наелектрисаних атома (названих јони) између унутрашњости и спољашности ћелије, кроз протеине који се називају јонским каналима. Срчани акциони потенцијал разликује се од акционог потенцијала који се јављају у другим врстама електрично надражљив ћелија, попут нерва.
За разлику од акционог потенцијала у ћелијама скелетних мишића, срчани акциони потенцијал није покренут нервном активношћу. Уместо тога, потиче из групе специјализованих ћелија које имају способност аутоматског генерисања акционог потенцијала. 
У здравим срцима ове ћелије се налазе у десној преткомори и називају се синоатријални чвор или нодус (акроним САН). Он производи отприлике 60 до 100 акционих потенцијала сваког минута. Овај акциони потенцијал пролази дуж ћелијске мембране што доводи до контракције ћелије, па активност САН доводи до откуцаја срца у мировању од око 60 до 100 откуцаја у минути. Све ћелије срчаног мишића међусобно су електрично повезане помоћу структура познатих као спојеви празнина које омогућавају да акциони потенцијал пређе из једне ћелије у следећу.  То значи да се све преткоморске ћелије могу заједно активирати, а затим и све вентрикуларне ћелије.
Слично скелетним мишићима, потенцијал мембране у мировању (напон када ћелија није електрично побуђена) вентрикуларних ћелија је око -90 миливолти (мВ; 1 мВ = 0,001 В),или унутрашњост мембране је негативнија од спољашњости. Главни јони који се налазе ван ћелије у стању мировања су натријум (Na+) и хлорид (Cl−), док је унутар ћелије углавном калијум (К+).
Акциони потенцијал почиње тако што напон постаје позитивнији; ово је познато као деполаризација и углавном је последица отварања натријумових канала који омогућавају да Na+ тече у ћелију. Након кашњења (познатог као апсолутни рефракторни период), акциони потенцијал се прекида када се отворе калијумови канали, дозвољавајући К+ да напусти ћелију и изазивајући враћање мембранског потенцијала у негативан, ово је познато као реполаризација. Још један важан јон је калцијум (Cа2+), који се може наћи унутар ћелије у саркоплазматском ретикулуму (СР) где се чува калцијум, а налази се и ван ћелије. Ослобађање Ca2+ из саркоплазматскоg ретикулумa, путем процеса који се назива ослобађање калцијума изазвано калцијумом, је од виталног значаја за плато фазу акционог потенцијала и представља фундаментални корак у спрези ексцитације и контракције срца.
Постоје важне физиолошке разлике између ћелија пејсмејкера синоатријалног чвора, које спонтано генеришу срчани акциони потенцијал и оних ћелија без пејсмејкера које га једноставно проводе, као што су вентрикуларни миоцити). Специфичне разлике у типовима изражених јонских канала и механизмима помоћу којих се они активирају резултирају разликама у конфигурацији таласног облика акционог потенцијала, као што је приказано на слици.
| Елемент | Јон  | Ванћелијски | Унутарћелијски | Однос       |
| --- | ---- | ----------- | -------------- | ----------- |
| Натријум | Na+  | 135 - 145   | 10             | 14:1        |
| Калијум | К+   | 3,5 - 5,0   | 155            | 1:30        |
| Хлорид | Cl-  | 95 - 110    | 20 - 30        | 4:1         |
| Калцијум | Ca2+ | 2           | 10 -4          | 2 к 10 4 :1 |
| Иако је интрацелуларни садржај Ca2+ око 2 mM, он је углавном везан за молекуле или секвестрира у интрацелуларним органелама (митохондријaма и саркоплазматскoм ретикулуму). |      |             |                |             |

## Физиологија
Аутоматизам срца
Аутоматизам срца је особина ћелије спроводног система срца а у патолошким условима и способност свих ћелија срчаног мишића да спонтано стварају електричне надражаје. У физиолошким условима аутоматизам је најбржи у синусном чвору, који је назван предводником  или „пејсмејкером” срчаног рада, одакле се електрични надражај преноси на суседне ћелије и тако активирају цело срце.
Кључну улогу у физиолошким и патолошким догађајима има ћелијска мембрана, а најважнији чинилац у томе је калијумов јон (К+) који најлакше пролази ћелијску мембрану, док је јон натријума (На+) најважнији ванћелијски јон. Градијент мембране се одржава радом јонске пумпе која троши енергију која се добија хидролизом аденозин-трифосфата АТФ) у аденозин-дисфосфат (АДФ) помоћу магнезијум зависних аденозинтрифосфатаза (АТФ-азе).
Зависност акционог потенцијала од брзине
Зависност акционог потенцијала од брзине основно је својство срчаних ћелија и промене могу довести до тешких срчаних болести, укључујући срчану аритмију и понекад изненадну смрт.
Ензимска активност ћелијске мембране и активан транспорт јона одржавају стални јонски и електрични градијент на ћелијској мембрани који се мења током систоле и дијастоле срца при чему се обликује кривуља акционог потенцијала (АП).
Типови АП
Постоје два типа акциони потенцијала у срцу:
Тип брзог одговора — својствен ћелијама радне мускулатуре преткомора, комора и Пуркињеовим ћелијама.
Тип спорог одговора — карактеристичан за ћелије синоатријалног и атриовентрикуларног чвора. 
Зависно од типа одговора у том процесу ћелије брзог одговора преносе надражај 75 пута брже од ћелија спорог одговора, због тога се надражај кроз преткоморе и коморе шири врло брзо, што омогућава њихову адекватну контракцију, али спорије путује кроз кроз чворове, нарочито АВ чвор. Ово је веома важно како би се остварио физиолошки оптимални временски интервал између контракција преткомора и комора. АВ чвор својом дужом рефрактерношћу спречава веома брз одговор комора који би био јако штетан, па и фаталан.
Када је у питању спори ритам рада синоатријалног чвора, или блокаде надражаја одозго, атриовентрикуларни чвор постаје (захваљујући свом аутоматизму), други физиолошки а некада и спасоносни предводник срца.

## Фазе
Стандардни модел који се користи за разумевање срчаног акционог потенцијала је модел вентрикуларног миоцита. У наставку је наведено пет фаза акционог потенцијала вентрикуларних миоцита, са освртом и на акциони потенцијал синоатријалног чвора или нодуса (САН).

### Фаза 0
О - фаза се састоји од брзе, позитивне промене напона на ћелијској мембрани (деполаризација) која траје мање од 2 ms у вентрикуларним ћелијама и 10-20 ms у ћелијама синоатријалног чвора или нодуса (САН). Ово се дешава због нето протока позитивног наелектрисања у ћелију.
У ћелијама без пејсмејкера (вентрикуларне ћелије), ово се производи претежно активацијом На+ канала, што повећава мембранску проводљивост (проток)  Na+ (гНа). Ови канали се активирају када акциони потенцијал стигне из суседне ћелије, кроз празнине. Када се то догоди, напон унутар ћелије се благо повећава. Ако овај повећани напон достигне гранични потенцијал (приближно −70 mV), то узрокује отварање На+ канала. Ово производи већи прилив натријума у ћелију, брзо повећавајући напон даље на око +50 mV,  односно ка На+ равнотежном потенцијалу. Међутим, ако почетни стимулус није довољно јак, а потенцијал прага није достигнут, брзи натријумски канали се неће активирати и акциони потенцијал неће бити произведен; ово је познато као закон све или ништа.  Прилив јона калцијума (Ca2+) кроз калцијумове канале Л-типа такође чини мањи део ефекта деполаризације. Нагиб фазе 0 на таласном облику акционог потенцијала  представља максималну брзину промене напона срчаног акционог потенцијала и познат је као dV/dtmax.
У ћелијама пејсмејкера (нпр ћелије синоатријалног чвора), међутим, повећање напона мембране је углавном последица активације Л-типа калцијумских канала. Ови канали се такође активирају повећањем напона, међутим овај пут је то или због потенцијала пејсмејкера (фаза 4) или надолазећег акционог потенцијала. Калцијумски канали Л типа се активирају спорије од натријумових канала, стога је нагиб деполаризације у таласном облику акционог потенцијала пејсмејкера мање стрм од оног у таласном облику акционог потенцијала без пејсмејкера.

### Фаза 1
Ова фаза почиње брзом инактивацијом Na+ канала помоћу унутрашње капије (инактивационе капије), смањујући кретање натријума у ћелију. У исто време калијумови канали (звани Ito1) се брзо отварају и затварају, омогућавајући кратак проток калијумових јона из ћелије, чинећи мембрански потенцијал нешто негативнијим. Ово се назива 'зарез' на таласном облику акционог потенцијала.
Не постоји очигледна фаза 1 присутна у ћелијама пејсмејкера.

### Фаза 2
Ова фаза је такође позната је и као "плато фаза" због тога што мембрански потенцијал остаје скоро константан, пошто мембрана полако почиње да се реполаризује. Ово је због скорог баланса наелектрисања који се креће у и из ћелије. Током ове фазе одложени калијумски канали исправљача (Iks) омогућавају калијуму да напусти ћелију, док калцијум канали Л типа (активирани приливом натријума током фазе 0) омогућавају кретање јона калцијума у ћелију. Ови јони калцијума се везују и отварају више калцијумових канала (који се називају ријанодински рецептори) који се налазе на саркоплазматском ретикулуму унутар ћелије, омогућавајући проток калцијума из СР. Ови јони калцијума су одговорни за контракцију срца.
Калцијум такође активира хлоридне канале зване Ito2, који омогућавају Cl− да уђе у ћелију. Повећана концентрација калцијума у ћелији такође повећава активност измењивача натријум-калцијум, док повећана концентрација натријума (од деполаризације фазе 0) повећава активност натријум-калијум пумпи. Кретање свих ових јона доводи до тога да мембрански потенцијал остаје релативно константан, при чему одлив K+,  прилив Cl−, као и Na+/K+ пумпа доприносе реполаризацији и приливу Ca2+, као и Na+/Ca2+ измењивачи доприносе деполаризацији. Ова фаза је одговорна за велико трајање акционог потенцијала и важна је у спречавању неправилног рада срца (срчане аритмије).
У акционим потенцијалима пејсмејкера не постоји плато фаза.

### Фаза 3
Током фазе 3 (фаза „брзе реполаризације“) акционог потенцијала, Ca2+ канали Л-типа се затварају, док К+ канали спорог одложеног исправљача (Iks) остају отворени како се отвара више канала за цурење калијума. Ово обезбеђује нето спољашњу позитивну струју, која одговара негативној промени мембранског потенцијала, чиме се омогућава отварање више типова К+ канала. То су првенствено брзи одложени К+ канали исправљача (IKr)  и унутрашња исправљачка К+ струја, IK1. Ова нето спољашња, позитивна струја (једнака губитку позитивног наелектрисања из ћелије) узрокује реполаризацију ћелије. Одложени К+ канали исправљача затварају се када се мембрански потенцијал врати на око -85 до -90 mV,  док IK1. остаје проводљив током фазе 4, што помаже да се постави потенцијал мембране у мировању.
Јонске пумпе, као што је наведено, попут измењивача натријум-калцијума и натријум-калијум пумпе враћају концентрацију јона назад у балансирана стања потенцијала пре акције. То значи да се испумпава интрацелуларни калцијум, који је био одговоран за контракцију срчаних миоцита. Када се ово изгуби, контракција престаје и срчани мишићи се опуштају.
У синоатријалном чвору, ова фаза је такође последица затварања Л-типа калцијумских канала, спречавањем унутрашњег протока Ca2+ и отварања брзо одложених калијумових канала исправљача (IKr).

## Регистровање АП
Активност потенцијалног деловања у срцу може се забележити да би се добио електрокардиограм (ЕКГ). Ово је низ нагоре и надоле скокова (означених латиничним словима P, Q, R, S и Т) који представљају деполаризацију (напон постаје позитивнији) и реполаризацију (напон постаје негативнији) акционог потенцијала у преткоморама и коморама.

### Реполаризација
Миокардна ћелија у мировању налази се у фази реполаризације при чему се у ћелији одржава висока концентрација калијума (око 30 пута већа у ћелији у односу на ванћелијски простор) а у ванћелијској течности висока концентрација натријума (око 10 пута већа у ванћелијском простору). Ова разлика у концентрацији јона на ћелијској мембрани узрок је постојања трансмембранског градијента електричног потенцијала који у мировању износи око 90 мВ. а одржава га јонска пумпа.

### Деполаризација
Главни носилац деполаризације ћелијске мембране је јон натријума који путем натријумских канала великом брзином улази у ћелију („ћелије брзог одговора) мењајући електрични градијент потенцијала ћелијске мембране са -90 мВ у електропозитивно стање на +15 - 30 мВ.
Нагли обрт потенцијала ћелијске мембране  значи деполаризацију миокардне ћелије и на кривуљи акционог потенцијала означен је стрмим, готово вертикалним успоном као фаза 0, након које следи процес од 4 фазе, током којих долази до постепене поновне реполаризације ћелије. 
На стрмост (нагиб) „фазе 0”  доста утиче симпатикус, који повећава нагиб и фреквенцију, као и парасимпатикус (вагус) који делује у супротном правцу. 
Са врхом „фазе 0”  започиње процес реполаризације који се састоји од 4 фазе Радом јонске пумпе долази до избацивања натријумових јона који су се накупили у ћелији током фаза 1 и 2, мијењајући га за калијумове јоне који су напустили ћелију током претходних фаза. При томе треба нагласити да је сасвим  други облик акционох потенцијала у ћелијама СА и АВ чвора. 
Ћелије спроводног система, поседују особину да у „фази 4” акционог потенцијала, не долазе у стање потпуне реполаризације, већ да настаје њихова поновна спонтана деполаризација која се темељи на уласку јона калцијума и натријума у ћелију, мењајући електрични потенцијал ћелијске мембране. Ту су носиоци деполаризације калцијумови јони (Ca++) који спорије улазе у ћелију („ћелије спорог одговора”), па је због тога „фаза 0” косо положена на кривуљи акционог потенцијала. Фаза 4 акционог потенцијала одговорна је за спонтану дијастолну деполаризацију и узлазног је облика на чему почива својство аутоматизма у спроводном систему срца. Када потенцијал са најниже тачке доспе на -40 до -50 мВ  односно до „тачке или нивоа пражњења”, ћелија се нагло деполаризује и надражи суседне ћелије спроводног система а преко њега и ћелије радне мускулатуре. Овај дијастолични успон најбржи је  у ћелијама СА чвора па је због тога он предводник срчаног рада, затим у ћелијама АВ чвора, потом Хис-Пуркињеовим ћелијама („хијерархијска организација”) спроводног система.

## Канали
Јонски канали су протеини који мењају облик као одговор на различите стимулусе да би омогућили или спречили кретање специфичних јона кроз мембрану. За њих се каже да су селективно пропусни. Стимулуси, који могу доћи или изван ћелије или изнутра из ћелије, могу укључивати везивање специфичног молекула за рецептор на каналу (такође познат као јонски канали са лигандом) или промену мембранског потенцијала око канала, детектује сензор (такође познат као јонски канали са напоном) и може деловати да отвори или затвори канал. Поре формиране од јонског канала су водени (испуњени водом) и омогућавају јонима да брзо путује кроз мембрану.
Јонски канали могу бити селективни за специфичне јоне, тако да постоје Na+, К+, Ca2+ и  Cl− специфични канали. Они такође могу бити специфични за одређени набој јона позитиван или негативан).
Сваки канал је кодиран скупом ДНК инструкција које говоре ћелији како да га направи. Ова упутства су позната као ген. 
На доњој табели приказани су важни јонски канали укључене у срчани акциони потенцијал, струју (јоне) која тече кроз канале, њихове главне протеинске подјединице (грађевински блокови канала), неке од њихових контролних гена који кодирају њихову структуру и фазе које су активне током срчаног акционог потенцијала. 
|           | Тренутни (I) | α протеин подјединице    | α ген подјединице  | Фаза / улога      |
| --------- | ------------ | ------------------------ | ------------------ | ----------------- |
| Na+       | INa          | NaV1.5                   | SCN5A              | 0                 |
| Ca2+      | ICa(L)       | CaV1.2                   | CACNA1C            | 0-2               |
| K+        | Ito1         | KV4.2/4.3                | KCND2/KCND3        | 1, notch          |
| K+        | IKs          | KV7.1                    | KCNQ1              | 2,3               |
| K+        | IKr          | KV11.1 (hERG)            | KCNH2              | 3                 |
| K+        | IK1          | Kir2.1/2.2/2.3           | KCNJ2/KCNJ12/KCNJ4 | 3,4               |
| Na+, Ca2+ | INaCa        | 3Na+-1Ca2+-измењивач     | NCX1 (SLC8A1)      | јонска хомеостаза |
| Na+, K+   | INaK         | 3Na+-2K+-ATPase          | ATP1A              | јонска хомеостаза |
| Ca2+      | IpCa         | Ca2+-транспортна АТП-аза | ATP1B              | јонска хомеостаза |

## Значај
Познавање основних електрофизиолошких феномена у миокарду је од суштинског значаја јер се тиме отвара могућност објашњења и разумијевања њихове физиолошке улоге из које проистиче и сазнање о правилном лечењу неправилног срчаног рада, односно срчаних аритмија.